# Ludwig Gottlieb Buchner
Ludwig Gottlieb Buchner  (* 27. August 1711 in Darmstadt; † 1. Januar 1779 ebenda) war ein deutscher Bibliothekar.

## Leben
Ludwig Gottlieb Buchner wurde 1711 als Sohn des Archivrats Johann August Buchner (1674–1735) und dessen zweiter Ehefrau Maria Philippine Reuss (1689–1715) in Darmstadt geboren. Die weiteren Lebensstationen sind nicht bekannt.
Nach dem Tod von Johann Martin Wenck im Dezember 1761 wurde Buchner 1762 die Leitung der Darmstädter Hofbibliothek übertragen. Er hatte diese Funktion bis zu seinem krankheitsbedingten Ausscheiden 1777 inne. In seiner Amtszeit wurden die Bestände der Hanauischen Bibliothek, die bereits unter Johann Hagenbusch erworben wurden, aber bisher räumlich getrennt untergebracht waren, in die Hofbibliothek räumlich und sachlich integriert.
Ebenso wurden die wertvollen Buchbeständen aus dem Nachlass des Geheimen Regierungs- und Lehnsrates Johann Jakob Hombergk zu Schenklengsfeld (1708–1765) in die Hofbibliothek integriert. Die 1767 von Landgraf Ludwig VIII. (Hessen-Darmstadt) erworbene Privatsammlung war besonders reichhaltig an Werken über deutsche Geschichte und Staatsrecht und ergänzte damit die Hofbibliothek auf hervorragende Weise.
Der Zuwachs an Bibliotheksbeständen brachte auch einen Umzug innerhalb des Darmstädter Schlosses mit sich, der von Buchner organisiert wurde. Die bisherigen Räumlichkeiten im Glockenturm wurden 1768 aufgegeben und dafür Räume im nordwestlichen Teil des neuen Schlosses (De la Fosse Bau) bezogen.
Buchner wurde 1777 nach längerer Arbeitsunfähigkeit als Leiter der Hofbibliothek abgelöst.